# Єфаново
Єфа́ново (рос. Ефаново) — присілок у складі Лузького району Кіровської області, Росія. Входить до складу Лузького міського поселення.
Населення становить 171 особа (2010, 221 у 2002).
Національний склад станом на 2002 рік — росіяни 96 %.